# Bénédicte Wenders
 (mars 2021).
Pour les articles homonymes, voir Wenders.
Bénédicte (Ben) Wenders est une actrice franco-belge formée à l'Institut des arts de diffusion.
Elle joue aussi bien le répertoire classique que le répertoire contemporain. Elle est la sœur de Gaetan Wenders.

## Biographie
Elle a travaillé, entre autres, sous la direction de Declan Donnellan, Jean-Claude Penchenat, Ottomar Krejca, Philippe Adrien, François Rancillac, Anita Picchiarini, Paul Desveaux, Laurent Hatat,Olivier Py Jacques Descorde et a joué Corneille, Marivaux, Goldoni, , Bertolt Brecht, Jean-Luc Lagarce, Carole Fréchette Fassbinder,Emmanuelle Marie, Annie Erneau...
Elle a participé à de nombreuses tournées à l’étranger et a joué à la Mostra de Venise, au Festival In d’Avignon, au Théâtre du Rond-Point, au Théâtre National de Belgique,au Barbican Theatre de Londres, à la Comédie de Genève, au Festival International de Florence, de Naples, au Cervantino au Mexique ....

## Théâtre
- 1996 : Peines d'amour perdues de William Shakespeare, mise en scène de Jean-Claude Penchenat
- 2001 : Le Pays lointain de Jean-Luc Lagarce, mise en scène de François Rancillac
- 2002 : Le Collier d'Hélène de Carole Fréchette, mise en scène de Nabil El Azan
- 2007 : Andromaque de Jean Racine, mise en scène de Declan Donnellan
- 2010 : L'Immigrée de l'intérieur d'Annie Ernaux, mise en scène de Jean-Michel Rivinoff

## Filmographie

### Télévision
- 1998 : Drahomira Ink de J.C. Sanchez
- 2000 : Parodie de l'Aurel et Ardi
- 2006 : Gardiennes d'anges de Gilles Béhat
- 2009 : Initiation au quiproquo de J.C. Sanchez